# UFC 197
UFC 197：琼斯对圣普吕（UFC 197: Jones vs. Saint Preux）是终极格斗冠军赛（UFC）主办的一场综合格斗赛事，于2016年4月23日在美国内华达州拉斯维加斯的米高梅大花园体育馆举行。

## 结果
1. ↑  UFC轻重量级临时冠军战
2. ↑  UFC蝇量级冠军战